# Faistenberg (Eurasburg)
Faistenberg ist ein Gemeindeteil von Eurasburg im oberbayerischen Landkreis Bad Tölz-Wolfratshausen. Das Dorf liegt circa vier Kilometer südwestlich von Eurasburg. Faistenberg ist über die Staatsstraße 2370 zu erreichen.

## Baudenkmäler
- Kapelle